# Gastrite cronica
La locuzione gastrite cronica identifica uno specifico quadro istologico rilevabile mediante esecuzione di biopsie in corso di esofagogastroduodenoscopia e caratterizzato dalla presenza di un infiltrato infiammatorio nel contesto dei tessuti mucosi e sottomucosi dello stomaco.
Tale infiltrato infiammatorio, composto caratteristicamente da linfociti e plasmacellule, ma anche da neutrofili, è responsabile di modificazioni focali o globali della mucosa gastrica che coinvolgono inizialmente le porzioni superficiali e ghiandolari dello stomaco fino a progredire verso una grave atrofia e metaplasia dei tessuti gastrici.

## Eziologia e classificazione
Sulla base dell'eziologia, vengono classicamente distinte due principali forme di gastrite cronica, la gastrite cronica di tipo A, meno comune, e la gastrite cronica di tipo B, forma più comune. Spesso sono definite anche gastrite atrofica.
La gastrite cronica di tipo A, comunemente definita come gastrite cronica autoimmune o gastrite cronica atrofica autoimmune, si caratterizza per la presenza di anticorpi diretti verso le cellule parietali gastriche, il fattore intrinseco  e/o la pompa H+, K+ ATPasi, testimoni di un processo autoimmune mantenuto da linfociti autoreattori che coinvolge l'intera parete gastrica.
Benché non siano ancora noti i meccanismi alla base dell'innesco del fenomeno autoimmune, è stata osservata una maggiore incidenza negli individui portatori di aplotipi di istocompatibilità come HLA-B8 e HLA-DR3. Altresì, questa forma di gastrite è più comune in pazienti con altre malattie autoimmuni come la malattia di Addison, la tiroidite di Hashimoto e la vitiligine. 
Con il maggior coinvolgimento di fondo e corpo gastrico ed iniziale risparmio dell'antro, tale gastrite si caratterizza per acloridria (diminuita secrezione di acido cloridrico da parte delle cellule parietali gastriche), conseguente ipergastrininemia e sviluppo di anemia perniciosa.
La gastrite cronica di tipo B, più comune, si caratterizza per la presenza di infiltrato infiammatorio inizialmente prevalente all'antro gastrico con successiva diffusione a corpo e fondo in un tempo variabile dai 15 ai 20 anni (pangastrite) e talora diffusa atrofia. Vi sono numerose evidenze che confermano la stretta causalità tra infezione cronica da Helicobacter pylori e lo sviluppo di questa forma di gastrite; in particolare, è stato osservato come la carica batterica sia maggiore nella fase antrale (prima fase) con intenso infiltrato infiammatorio al di sopra della lamina propria e come la terapia eradicante a base di antibiotici e inibitori di pompa protonica sia in grado di far regredire il contesto infiammatorio istologico.

## Profilo clinico e complicanze
Le gastriti croniche sono nella maggior parte dei casi asintomatiche fino allo sviluppo delle tipiche complicanze. Sintomi come pirosi o dolore epigastrico, dispepsia, difficoltà digestive e meteorismo sono assolutamente aspecifi e devono essere ulteriormente indagati con l'ausilio dell'esofagogastroduodenoscopia con biopsia. La complicanza più frequente della gastrite cronica di tipo A è l'anemia perniciosa e più raramente il linfoma; nel tipo B, è stata dimostrata la correlazione tra infezione cronica da parte dell'Helicobacter pylori e lo sviluppo di cancro gastrico.

## Diagnosi
La diagnosi di qualsiasi forma di gastrite (acuta o cronica) è solo istologica. Perciò, la diagnosi di gastrite cronica può essere posta solo attraverso l'esecuzione di un'esofagogastroduodenoscopia completata da biopsie gastriche. Tale metodica, oltre a identificare nosograficamente la gastrite cronica, permette la valutazione del grado di infiltrazione infiammatoria e/o di atrofia delle pareti gastriche e il successivo confronto a distanza. Inoltre consente di valutare la presenza di H. pilori, la sede delle lesioni istologiche, la presenza di reperti patologici collaterali e/o lo sviluppo di complicanze in sede. 
La diagnosi di gastrite cronica di tipo A può essere inoltre supportata dalla presenza nel siero del paziente degli specifici anticorpi sopra citati. In questi casi è utile la ricerca di altre malattie autoimmuni.

## Terapia
Nella gastrite cronica di tipo A non esiste una terapia causale in grado di bloccare l'insulto istologico procurato e mantenuto dall'infiltrato infiammatorio autoreattivo. In questo senso, i pazienti devono essere monitorati con l'esecuzione di esofagogastroduodenoscopie a cadenza regolare onde valutare lo stato dell'infiammazione e l'eventuale sviluppo di un linfoma. Nei pazienti che sviluppano anemia perniciosa è inoltre necessario il supplemento parenterale di cianocobalamina (vitamina B12).
Per quanto riguarda la gastrite cronica di tipo B la terapia consta nell'eradicazione dell'H. pylori qualora si riscontrino ulcera gastrica o duodenale o un linfoma MALT a basso grado.